# János Garay
János Garay (23 de febrero de 1889-3 de mayo de 1945) fue un deportista húngaro que compitió en esgrima, especialista en la modalidad de sable.
Participó en dos Juegos Olímpicos de Verano en los años 1924 y 1928, obteniendo en total tres medallas, plata y bronce en París 1924 y oro en Ámsterdam 1928. Ganó dos medallas de oro en el Campeonato Mundial de Esgrima en los años 1925 y 1930.

## Palmarés internacional
| Juegos Olímpicos   | Juegos Olímpicos         | Juegos Olímpicos  | Juegos Olímpicos  |
| Año                | Lugar                    | Medalla           | Prueba            |
| ------------------ | ------------------------ | ----------------- | ----------------- |
| 1924               | París (Francia)          | Medalla de plata  | Sable por equipos |
| 1924               | París (Francia)          | Medalla de bronce | Sable individual  |
| 1928               | Ámsterdam (Países Bajos) | Medalla de oro    | Sable por equipos |
| Campeonato Mundial |                          |                   |                   |
| Año                | Lugar                    | Medalla           | Prueba            |
| 1925               | Ostende (Bélgica)        | Medalla de oro    | Sable individual  |
| 1930               | Lieja (Bélgica)          | Medalla de oro    | Sable por equipos |